# Gyula Wlassics

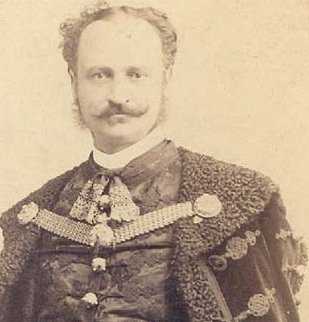
Gyula Wlassics

Baron Gyula Wlassics de Zalánkemén (Zalaegerszeg, 17 maart 1852 – Boedapest, 30 maart  1937) was een Hongaars politicus, die van 1895 tot 1903  de functie van Hongaars minister van Godsdienst en Onderwijs uitoefende in de regering-Bánffy en de regering-Széll.

## Loopbaan
Wlassics studeerde rechten aan de universiteiten van Wenen en Boedapest. Tussen 1890 en 1895 bekleedde hij een leerstoel rechten aan de Universiteit van Boedapest. In december 1895 ontwierp Wlassics een wet die vrouwen toeliet om geneeskunde te studeren aan deze universiteit.
Hij was een voorstander van de vrijheid van godsdienst. Keizer-koning Frans Jozef onderscheidde hem in de Orde van de IJzeren Kroon. Hij was voorzitter van het Magnatenhuis in 1918. Na de heroprichting van het Magnatenhuis in 1927 werd hij opnieuw voorzitter tot 1935. Bovendien was hij lid van de Hongaarse Academie van Wetenschappen.